# Serkan Erdoğan
Pour les articles homonymes, voir Erdoğan.
Serkan Erdoğan, né le 30 août 1978 à Amasya, est un joueur de basket-ball turc, évoluant au poste d'arrière.

## Club
- 1994-1995  Kolejliler
- 1995-1998  Tuborg
- 1998-2000  Tofaş Bursa
- 2000-2005  Ülker Istanbul
- 2005-2007  Tau Vitoria
- 2007-2008  Efes Pilsen İstanbul

## Palmarès
compétitions nationales 
- Champion de Turquie 1999, 2000, 2001
- Vainqueur de la Coupe de Turquie 1999, 2000, 2003, 2004,  2005
- Vainqueur de la Coupe du Président de Turquie 2003, 2004
- Vainqueur de la Coupe du Roi 2006
- Vainqueur de la SuperCoupe d'Espagne 2006